# The Times of India
The Times of India, ofte forkortet som TOI, er en af Indiens ledende aviser og er ejet af The Times Group, der er Indiens største medievirksomhed.
Avisen blev grundlagt den 3. november 1838 med navnet The Bombay Times and Journal of Commerce, og henvendte sig fra starten til britiske statsborgere bosat i Indien. Den fik sit nuværende navn i 1861.
The Times of India udkommer i 3,140 mio. eksempalrer.